# Длинноногий сцинк
Длинноно́гий сцинк (лат. Eumeces schneideri) — вид сцинковых из рода длинноногих сцинков. Видовое название дано в честь немецкого натуралиста Иоганна Готлоба Шнайдера (1750—1822).

## Внешний вид
Крупная ящерица с длиной тела до 16,5 см и весом до 90 г. Тело стройное и гибкое, покрыто гладкой чешуей. Вдоль хребта тянутся два ряда немного расширенных чешуй. Верх коричневатый, коричневато-серый или оливково-серый с желтовато-оранжевыми, розово-красными или коричневатыми пятнышками, иногда отсутствующими. С каждой стороны тела, начиная с боков головы, проходит узкая оранжевая полоса светлеющая у основания хвоста. Низ желтоватый или матово-белый.

## Образ жизни
Обитает в предгорьях, поднимаясь довольно высоко в горы. Проникает в пустыни. Укрывается в трещинах в почве, в норах грызунов и собственных норах длиной до 2 м и глубиной до 60 см. После зимовки появляется в апреле-марте. На зиму уходит в августе — сентябре. Активен днем. Питается насекомыми, паукообразными и ягодами шелковицы. Откладка 5-9 яиц длиной до 1,5 см в июле — августе.

## Распространение
Этот вид встречается в Северной Африке, Передней Азии (западнее Афганистана и Северо-Западной Индии). Часто встречается в южных районах Средней Азии и Восточном Закавказье. В России — на юго-востоке Дагестана.

## Охранный статус
Включён в Красные книги Армении (1987), Грузии (1982), Киргизии (2006).